# 藤代バイパス車両失踪事件
藤代バイパス車両失踪事件（ふじしろバイパスしゃりょうしっそうじけん）とは、1960年代前半、「藤代バイパス」を走行中の自家用車が忽然と姿を消したとされる事件のことをいう。

## 事件の経緯
ある晴れた日の朝、某銀行支店の支店長代理（39歳）の運転する車が、次長（38歳）と銀行の得意客を乗せて、茨城県龍ケ崎市にあるゴルフ場に向かっていた。車が水戸街道の松戸市及び柏市を経由した後の午前8時過ぎにそれは起こった。150メートルほど先を走っていた黒塗りのトヨペット・ニュークラウン周辺から、突如として白煙とも水蒸気とも判断付かないガス状の気体が噴き出した。しかし、それは5秒ほどで霧消したものの、前方を走行していたはずのトヨペット・ニュークラウンが影も形もなく消え去っていた。3人は驚愕して、思わず「車が消えた！」と叫んだ。その車は水戸街道の葛飾区金町付近からずっと先行していた東京ナンバーの車で、後部座席の左側でクッションにもたれた年配の男が新聞を読んでいたことを3人ともはっきりと覚えているという。現場付近は横道も急カーブも存在しない直線の道路であることから、知らぬ間に車を見失ったとは考えられず、3人は「誰にも信じてもらえそうもない現象だが、車は確かに目の前で影も形もなくなった」と強調するのみだった。

## 事件の扱われ方
この類の話としては珍しく、週刊誌のようなゴシップ記事を主に取り扱うような雑誌においてではなく、1964年3月4日付けの毎日新聞首都圏版夕刊で取り上げられた。しかし、社会面ではなく、「赤でんわ」というコラムで無署名の記事だった。
その後、事件から大分経過した1973年にSF作家の福島正実が、『四次元の世界をさぐる』という本の中でこの事件を取り上げた。ここでは毎日新聞のコラムでは言及されていなかった事件があったとされる日付を、1963年11月のある日と記すのみならず、銀行名や行員名にも具体的な言及がなされていたが、それが正確な情報か否かは不明である。福島の著書より少し先立つ1971年には、オカルトライターとして知られた佐藤有文が、学習研究社の少年向けシリーズ「ジュニアチャンピオンコース」の1冊として執筆した『世界のなぞ 世界のふしぎ』の中でこの事件に言及している。こちらでは福島の著書と同じ日付の記載はあるが、行員名の記載はない。
佐藤がさらに1976年の『ミステリーゾーンを発見した』という本において取り上げたことで、この事件が広く知られるようになっていったという(佐藤は1990年にも『謎の四次元ミステリー』という本を出版して、この事件を再び取り上げている)。ただし、『ミステリーゾーンを発見した』においては、『四次元の世界をさぐる』では曖昧にされていた事件が起こったとされる日付を、1963年11月19日としている。

## 事件に関する諸説
- 佐藤有文が著作の中で言及した1963年11月19日には、愚連隊が重症の男を路上に置き去りにする事件が発生していた。また、犯行に使われた車は黒塗りのトヨペット・ニュークラウンの転売車であった。この愚連隊はわざと事故を起こして被害者から金をせしめる犯罪を繰り返していた。事件後、このトヨペット・ニュークラウンは警察によって押収された[5]。民俗学者の小松和彦によれば、実際に押収された車は身代わりの車であって、本物のトヨペット・ニュークラウンはもっと重大な犯罪に使用されていたため、それを隠蔽するために怪談めいた車両失踪事件が利用されたのではないかとしている[4]。

- また、当時は黒塗りのクラウンがよく盗難にあっていたという。『消える黒いクラウン』といったフレーズがよく口にされていたので、そのイメージが事件に何らかの脚色を与えた可能性もあるという[6]。

- 銀行員らは淡々と車を走らせて単調な風景を目にし続けていたと見られることから、眠気を催して幻覚や幻聴などを見聞する高速道路催眠現象にかかった可能性も指摘されている[6]。

## 書籍
- 佐藤有文『世界のなぞ 世界のふしぎ』学習研究社 ＜ジュニアチャンピオンコース＞、1971年
- 福島正実『四次元の世界をさぐる』少年少女講談社文庫、1973年
- 佐藤有文『ミステリーゾーンを発見した』KKベストセラーズ、1976年
- 佐藤有文『謎の四次元ミステリー』青春出版社、1990年